# Microtus irani
Microtus irani és una espècie de talpó endèmica de l'Iran. No se'n tenen dades suficients a causa de la incertesa taxonòmica i es necessiten més investigacions per determinar la seva àrea de distribució, història natural i possibles amenaces.
L'espècie està restringida a la localitat tipus i se'n varen trobar un total de quatre espècimens. Es va realitzar una segona investigació a la mateixa zona i no es va aconseguir trobar-la, tot i que es trobà l'espècie del mateix gènere Microtus socialis. La localitat tipus era un jardí de la ciutat de Siraz (Iran) on es va descriure fa més de 80 anys, el que fa pensar que l'espècie pot estar amenaçada si es circumscriu als voltants de la localitat tipus.